# Sobór św. Jana Chrzciciela w Przemyślu
Sobór św. Jana Chrzciciela – kościół archikatedralny obrządku greckokatolickiego w Przemyślu, dawny jezuicki kościół rzymskokatolicki.

## Historia

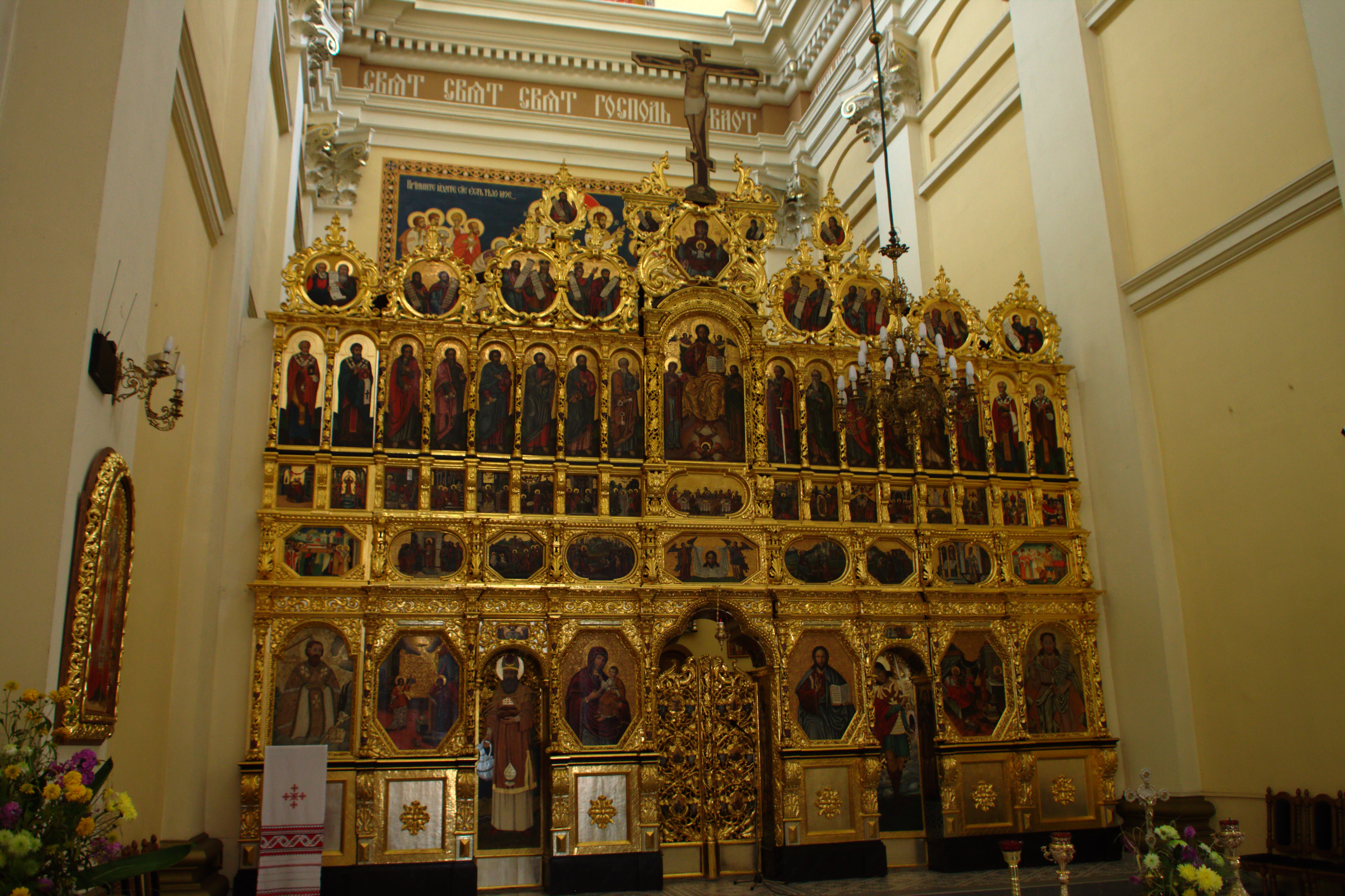
Zabytkowy ikonostas z 2 poł. XVII w.

Świątynia została wybudowana przez jezuitów w latach 1626–1632. Prawdopodobnie późniejsze prace dekoracyjne wykonał w niej snycerz Stefan Grodzicki, który pracował dla jezuitów w Przemyślu we wrześniu 1773. Po skasowaniu zakonu jezuitów przez cesarza Józefa kościół św. Ignacego Loyoli służył jako magazyn. Opuszczony i niszczejący został przejęty przez diecezję rzymskokatolicką i wyremontowany w 1904 roku. Pod wezwaniem Serca Pana Jezusa pełnił funkcję kościoła garnizonowego. Od 1957 roku odprawiano w nim również liturgię w rycie bizantyjsko-ukraińskim, a w 1991 roku archieparchia przemysko-warszawska otrzymała zespół pojezuicki na własność w miejsce kościoła pw. Św. Teresy oo. Karmelitów, który sprawował rolę greckokatolickiej katedry przed wojną. 
Przed ołtarzem głównym zainstalowano zabytkowy ikonostas należący do zachodnioukraińskiego malarstwa cerkiewnego, który powstał w latach 80. XVII w. dla cerkwi klasztornej w Szczepłotach koło Krakowca. Po kasacie monasteru w 1788 trafił do drewnianej cerkwi pw. Św. Mikołaja w Lubaczowie, później do nowej murowanej świątyni w tym mieście. Stamtąd w 1979 przeniesiony został do lubaczowskiego Muzeum, a w 1993 zajął obecne miejsce. 
W budynkach byłego klasztoru znajduje się Muzeum Archidiecezjalne.

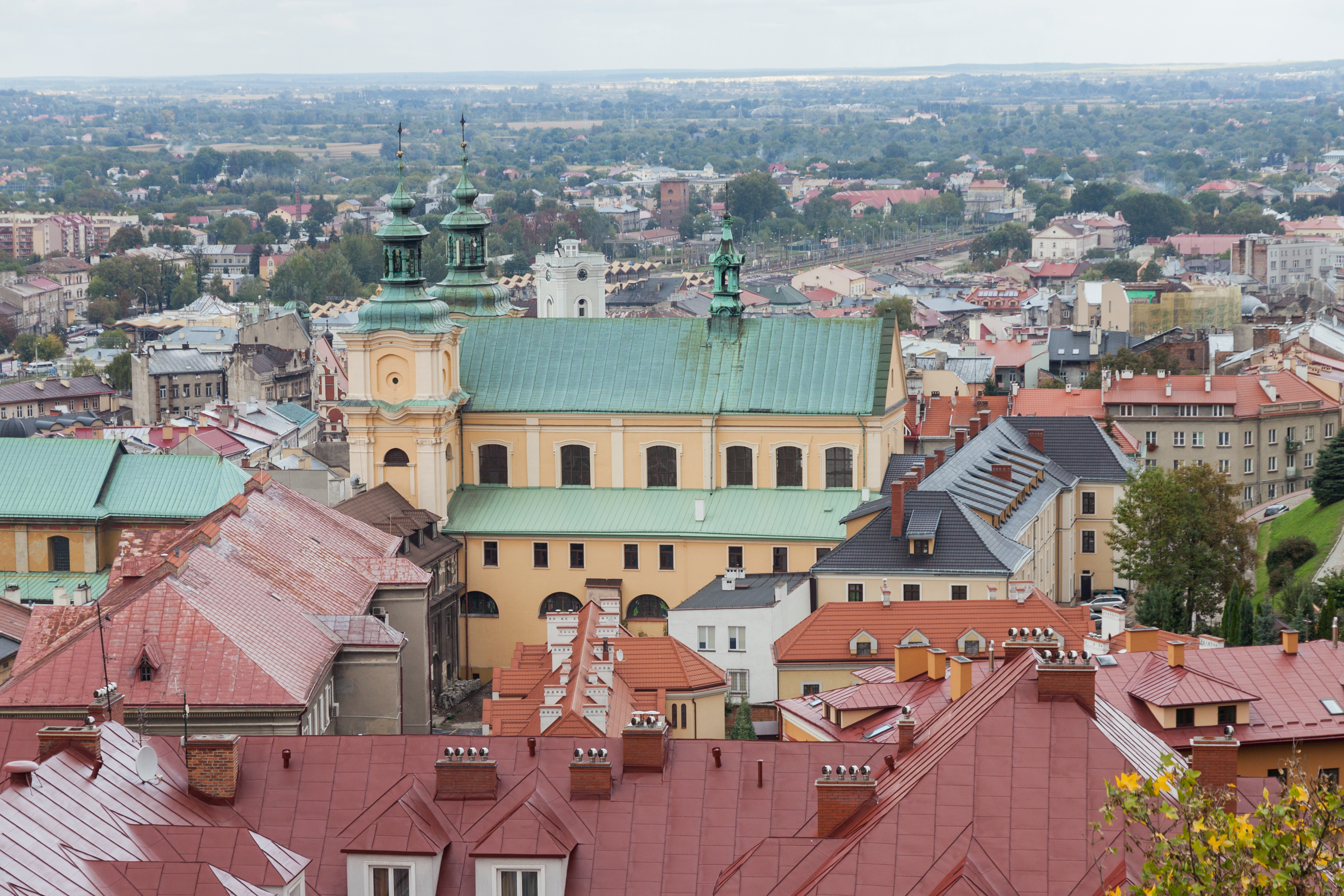
Widok na sobór z baszty wschodniej przemyskiego zamku
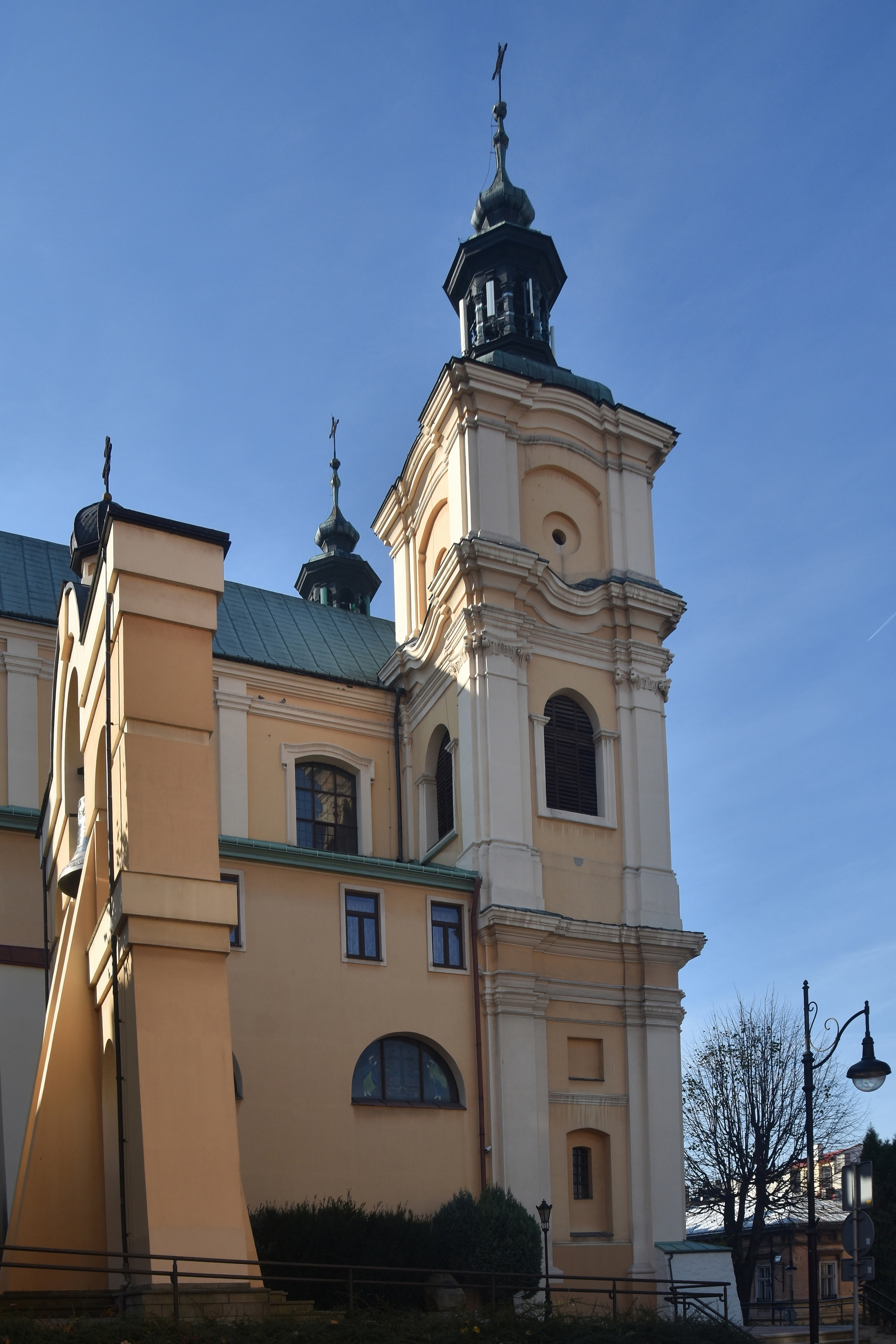
Elewacja boczna
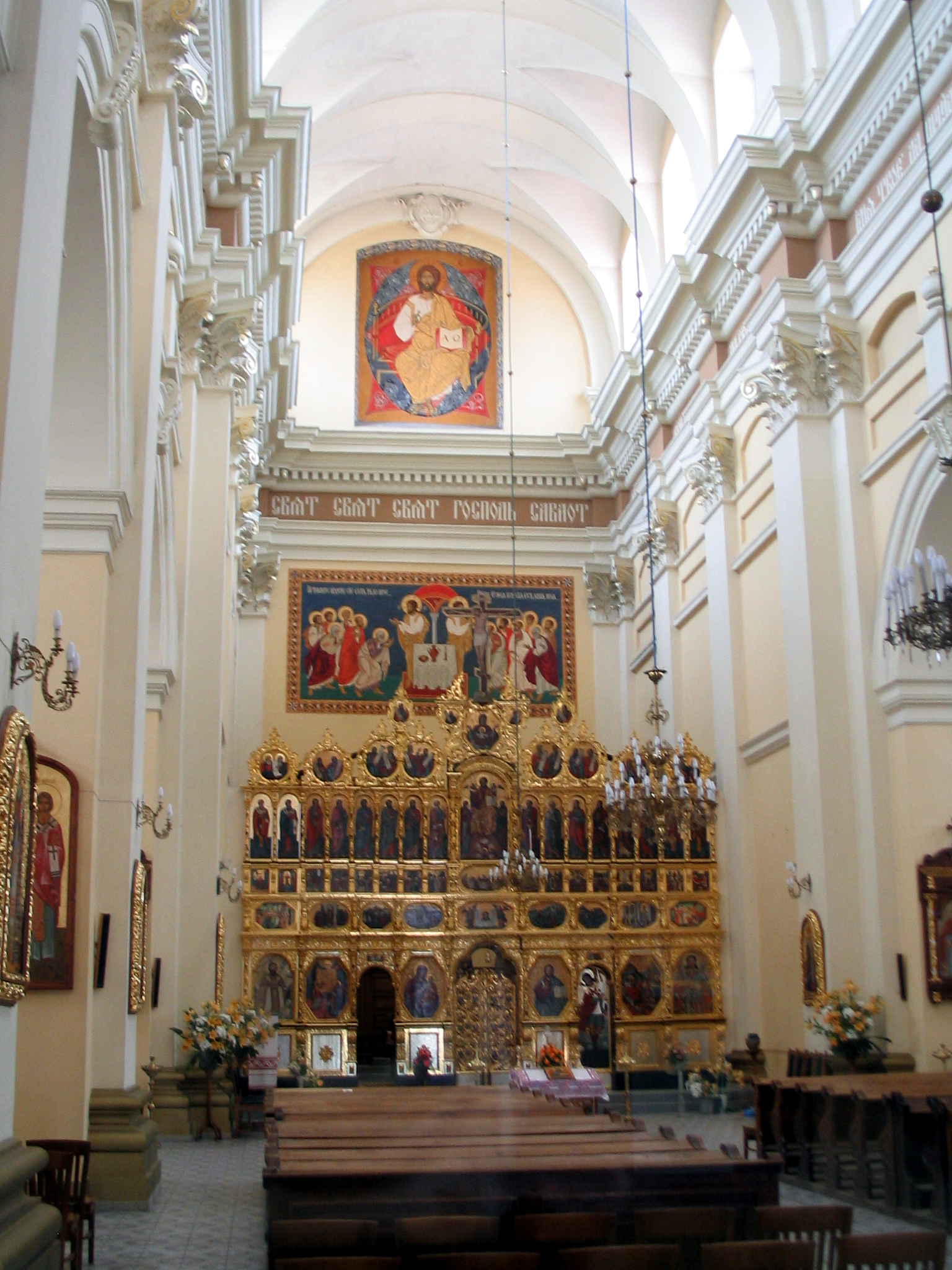
Wnętrze soboru
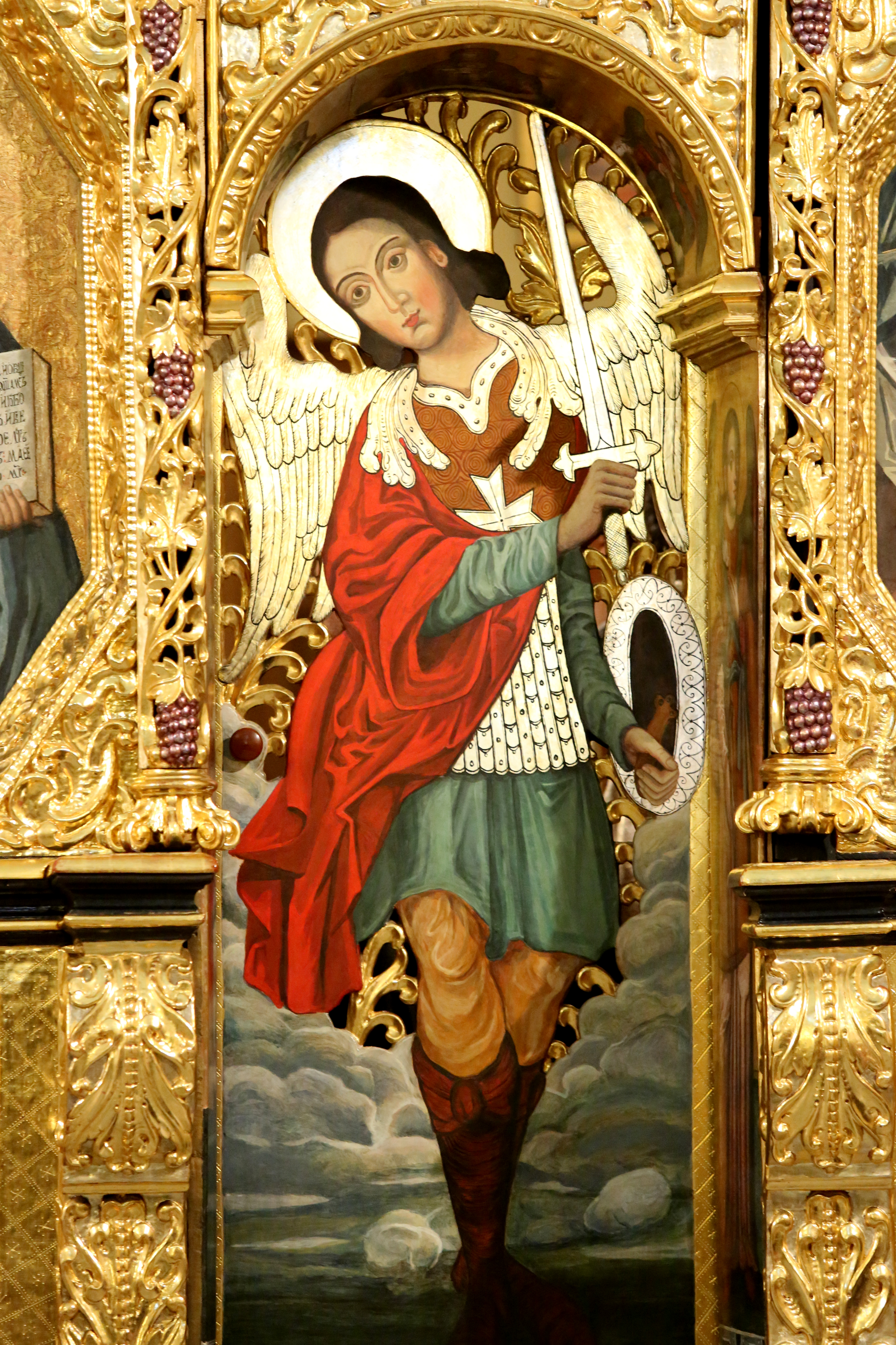
Archanioł Michał z wrót diakońskich ikonostasu soboru
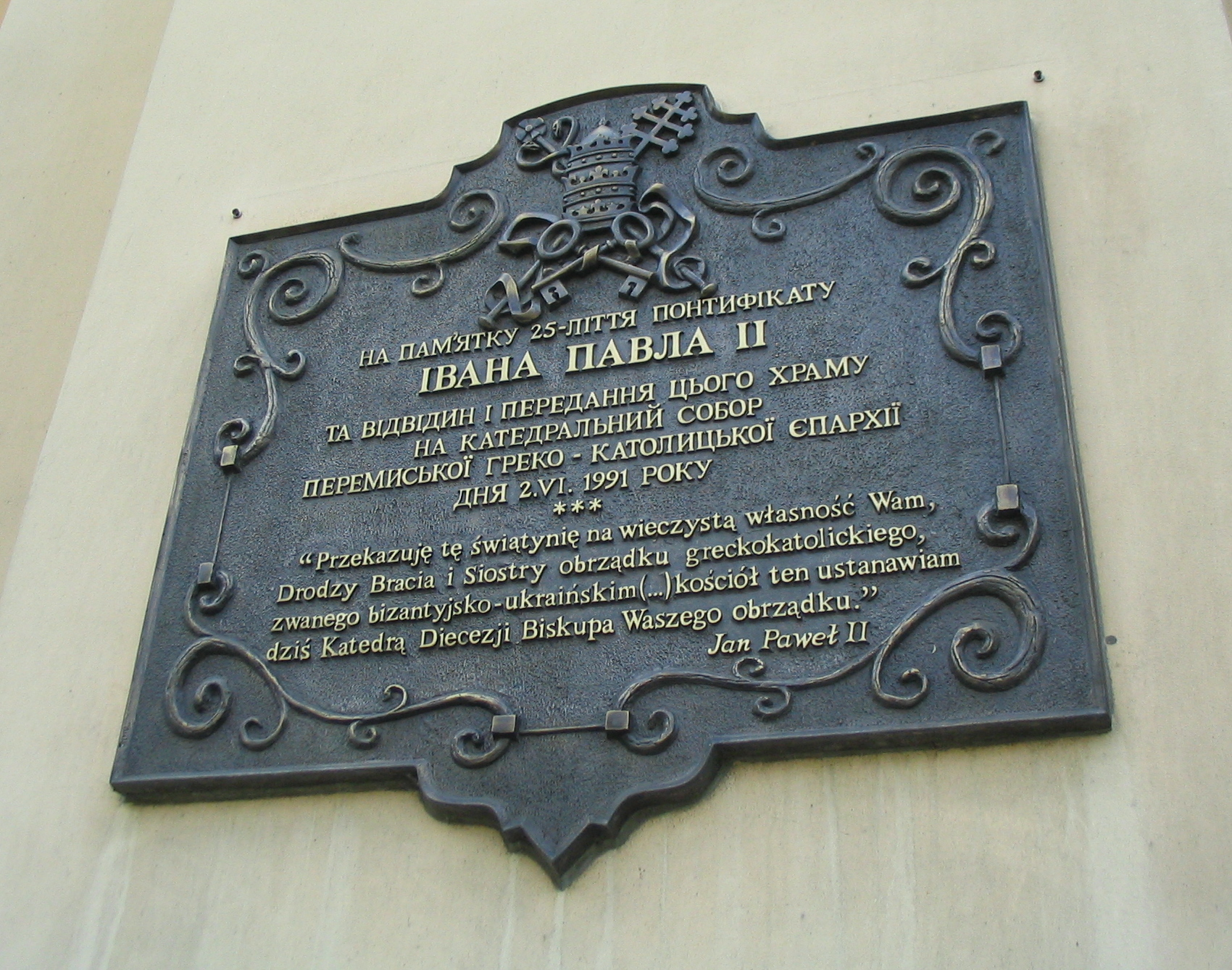
Tablica upamiętniająca przekazanie świątyni przez Jana Pawła II
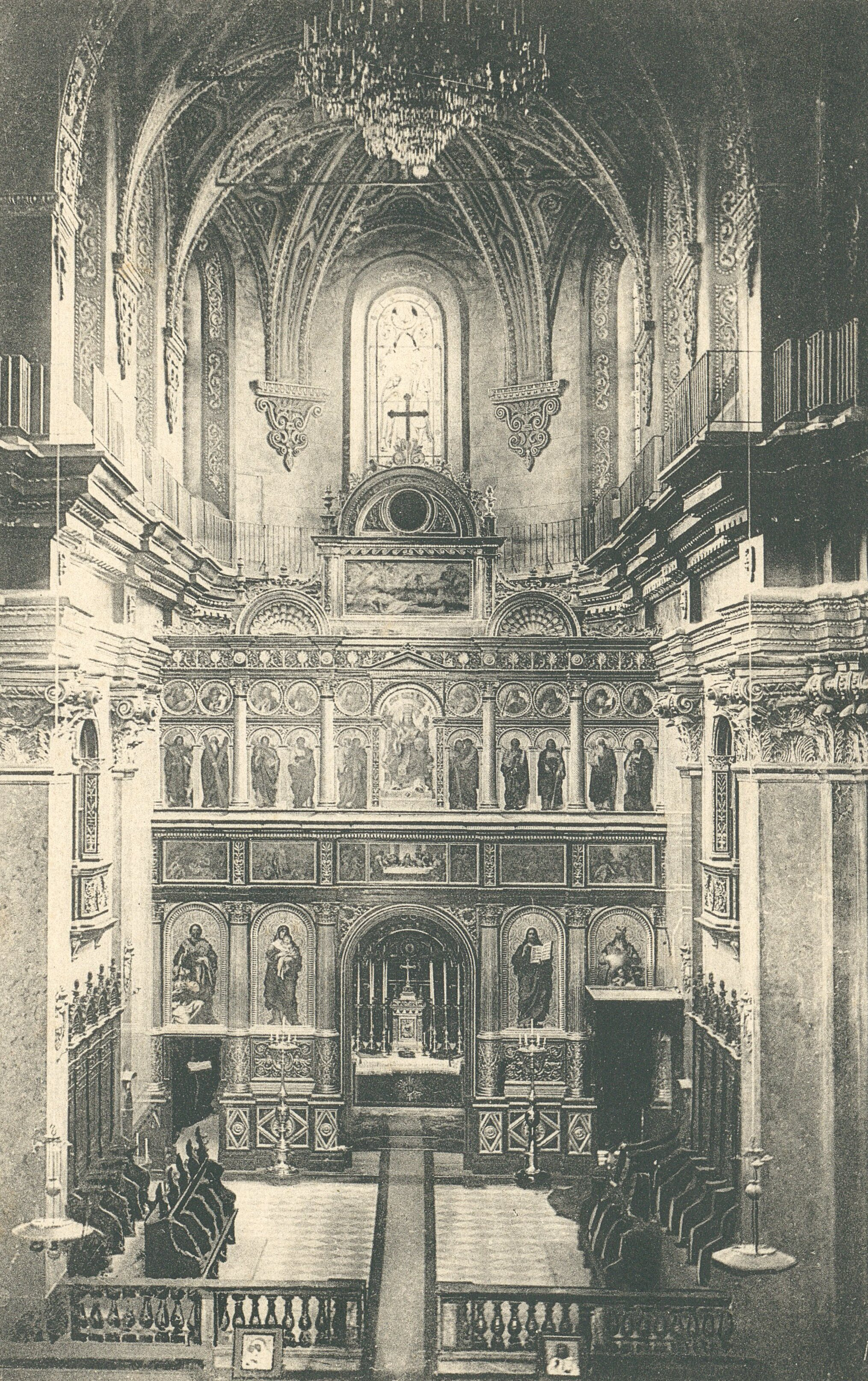
Wnętrze około 1905